# Losheim am See
Losheim am See è un comune tedesco di 15 983 abitanti, situato nel land della Saarland.

## Amministrazione

### Gemellaggi
- Capannori, dal 1993
- Lacroix-Saint-Ouen, dal 1998
- Copargo